# ねむろ市民ラジオ
株式会社ねむろ市民ラジオ （ねむろしみんラジオ）は、北海道根室市の一部地域を放送区域として超短波放送（FM放送）を行う特定地上基幹放送事業者である。
FMねむろの愛称でコミュニティ放送を営んでいる。

## 概要
日本最東端のコミュニティ放送局である。スポンサーは北海道新聞社、根室市、大地みらい信用金庫、郵便局、渡辺建設工業、歯舞漁業協同組合など。自社制作番組以外では、ミュージックバードを放送。これは道東では唯一である。ロシア人の多い地域であるため、ロシア語ニュース「ロシアの時間」が放送されている。

## 沿革
- 1999年（平成11年）
  - 12月14日 - 免許取得。
  - 12月24日 - 開局。

## 主な番組
- FMねむろミュージックボックス（月 - 金/3:00 - 7:00、土/3:00 - 7:00、日/2:00 - 7:00）

演歌・歌謡曲をノンストップでお届け。
- 今日のごみ収集（月 - 土/7:00 - 7:05）
- FMねむろ寄席（火 - 木/9:00 - 10:00）
- 懐かしの洋楽館（月 - 金/13:00 - 14:00）

※60年代～90年代の曲をノンストップでお届け。
※議会放送枠の為、番組内容が変更となる場合があります。
- アーティストミュージック（火 - 金/18:13 - 18:50）
- 洋楽アワー（土/10:00 - 10:30）
- みんなのラジオ体操
- 防災アラカルト（月 - 金/18:50 - 19:00、土/7:15 - 7:22）
- サッチモ（月 - 金/7:05 - 9:00）
- アンドリュー（月 - 金/10:00 - 13:00）
- エヴァンス（月 - 金/17:00 - 18:00）
- JAM disco fm（月/18:13 - 18:50）
- 火のない所にJumpin' Jack Flash（月/24:00 - 24:30、再放送・日/20:00 - 21:00）
- ひのまりのネムロのひだまり（日/21:00 - 21:30、再放送・水/24:00 - 24:30）
- JAM Disco FM（月/18:13 - 18:50）
- ロシアの時間（月 - 金曜/16:00 - 16:13、NHKワールド JAPAN制作）
- コーヒー楽園のちょどラジ!（日曜/19:00 - 20:00、Radio Virtual Paradise制作）
- 田中カヨの三毛猫サンライズ（日曜/21:30 - 22:00、「再放送」水曜深夜/24:30 - 25:00、T2SW制作）
- 旅するK-POP（土曜/17:30 - 18:00、FM伊東なぎさステーション製作）
- 大山慎介の「復活」北海道（土曜/20:00 - 21:00、「再放送」月曜/14:00 - 15:00、FMびゅー制作）
- ケニー大倉のポップンロールコレクション（木曜/14:00 - 15:00、調布FM製作）
- スターダスト・レビューの星になるまで（土曜/11:30 - 12:00、調布FM制作）
- SPACE SHOWER RADIO （月曜深夜/24:30 - 25:00、FM-JAGA製作）
- よしもとホッカモリ（金曜深夜/24:00 - 25:00、三角山放送局＆FMびゅー共同制作）
- ひろこの音部屋（土曜/7:30 - 8:00、Ciao!（チャオ）製作）
- 穂月心のエンタメ玉手箱（土曜深夜/25:00 - 26:00、FMひめ制作）
- さくらいとWAKANAの『ほんわかなラジオ』（日曜/20:30 - 21:00、敦賀FM制作）
- みんなあつまれ！ワクワクサワー（日曜/22:00 - 23:00、VOICE CUE制作）
- SmileEyesのトンデモナイト（日曜深夜/25:30 - 26:00、775ライブリーFM制作）
- 竹本孝之 Song for TOMORROW（日曜深夜/25:00 - 25:30）
- カノンSound of Oasis（土曜/8:00 - 9:00、遅れネット）
- 週刊メディア通信（日曜深夜/24:00 - 25:00、遅れネット）

過去
- 朝から聴いトコ!
- みんな昼ドキッ!
- ＠WEEK END
- われらフォーク村
- GO・ちょき・パーク!
- 東風のバンミカセ
- ニムオロJAZZタイム
- FMねむろアーティストミュージック
- ヒロすけの雑網フライデー
- FMねむろ寄席
- ちょっと大人のいい話（毎月第4水曜日）
- ホップ・ノサップ・ウェイクアップ
- ドンッ!と根室
- やっとこ、あっとこ、サンセット
- 知ってほしい！四島想い出
- 別海ミルクガールのおしゃべりミルク

### 他局との連携番組
- ☆海の街ねむろとわっぴーどっちが元気?（エフエムわっかないが2011年7月1日に行った番組改編により終了）

### 住民参加企画
- スクールライフ
- 根室東西南北
- 浜は今日も元気です!
- ねむろっ子
- FMねむろ交通安全メッセージ
- GO・GOナビ!